# En skål för televisionen
En skål för televisionen räknas som det första svenska TV-programmet, bortsett från diverse provsändningar. Det dåvarande Radiotjänst startade sina sändningar 29 oktober 1954. Först ut var programmet En skål för televisionen som bestod av både ett nyhetsmagasin och en väderleksrapport; tyngdpunkten var dock lagd på underhållning, ledd av Lennart Hyland. Medverkade i programblocket gjorde även bland andra Maj-Britt Nilsson, Brita Borg och Jens Mathisen.